# Bangasso
Ne doit pas être confondu avec Bangassou, Bangassi ou Bangassé.
Bangasso, parfois appelé Kouangouasso – ou en sénoufo Kagoo ou Kalaga –, est une commune rurale située dans le département de N'Dorola de la province de Kénédougou dans la région des Hauts-Bassins au Burkina Faso.

## Géographie
Bangasso est situé en pays Sénoufo à environ 22 km au nord de N'Dorola et à 6 km de la frontière malienne que constitue la rivière Banifing.

## Administration
Dépendant sur le plan administratif du maire de N'Dorola (où le village a deux conseillers administratifs) dans ses rapports à l'État et pour l'organisation des services publics, le village de Bangasso répond également localement à une chefferie traditionnelle tenue par le chef coutumier qui assure le respect et l'adoration des lieux sacrés et administre le village. Cette chefferie est transmise entre frères de la famille Dao qui passe à l'homme le plus âgé dans la grande famille paternelle de l'ancien chef ; la généalogie est : Sozé, Sozanga, N'Go, Mabèrèssiré, Béfono, Kakana, Bâh Nagnara, Tôssagné, Zégué Zana, Koganan Oumar et l'actuel qui est Lozé Fousseni.

## Économie
L'économie de la commune repose sur l'agriculture de subsistance (mil, maïs, sorgho, haricot, arachides, oignons, sésame, piment) ainsi que sur la culture de rente du coton depuis 1960. Bangasso a cinq Groupements de producteurs de coton (GPC) dans le village mais pas d'association de femmes. L'élevage (bœufs, chèvres, moutons, volailles) est peu pratiqué. 
Le commerce est assuré par un marché hebdomadaire.

## Santé et éducation
Bangasso accueille un centre de santé et de promotion sociale (CSPS) ainsi qu'un dépôt pharmaceutique.
L'éducation est assurée par une école primaire publique de quatre classes ouverte en 1984 et de deux centres d'alphabétisation ; les études secondaires se font au collège d'enseignement professionnel (CEP) de N'Dorola.

## Religion
Historiquement de religion traditionnelle reposant sur le fétichisme, il existe toujours à Bangasso des croyances liées aux deux fétiches communs aux chasseurs ; ainsi qu'au fétiche « Konon » venu de Séfina I ; au « Maggné », au « Sirabani » venus du Mali ; et au « Gnan ». Il existe également des lieux sacrés possédant des interdits de personnes ou de jours de fréquentation.
Quelques protestants sont présents dans le village, mais c'est l'islam sunnite qui est le plus pratiqué dans les trois mosquées.

## Culture
La culture traditionnelle repose sur un groupe de balafon, ainsi qu'occasionnellement des joueurs de Zabégué pour les fêtes ou de  tiépoungué pour les funérailles. Les fêtes autour de l'adoration des fétiches sont aussi importantes.